# 김경남 (1984년)
김경남(1984년 11월 26일 ~ )는 대한민국의 배우다. 2021년 '부배'라는 예명으로 활동을 시작하였다.

## 학력
- 워싱턴대학교 경영학과 휴학

## 출연 작품

### 드라마
| 연도 | 방송사 | 제목                     | 배역           | 비고    |
| ---- | ------ | ------------------------ | -------------- | ------- |
| 2010 | SBS    | 아테나: 전쟁의 여신      |                | 20부작  |
| 2012 | MBC    | 아들 녀석들              | 최수형         | 50부작  |
| 2013 | KBS2   | 칼과 꽃                  | 영부           | 20부작  |
| 2013 | MBC    | 내 손을 잡아             | 강 대리        | 130부작 |
| 2014 | KBS2   | 뻐꾸기 둥지              | 유성빈         | 102부작 |
| 2016 | MBC    | 워킹 맘 육아 대디        | 박진성         | 120부작 |
| 2017 | MBC    | 돌아온 복단지            | 박재영         | 122부작 |
| 2018 | MBC    | 비밀과 거짓말            | 윤도빈(오도빈) | 122부작 |
| 2020 | SBS    | 앨리스                   | 기철암         | 16부작  |
| 2021 | TV조선 | 결혼작사 이혼작곡        | 서동마         | 16부작  |
| 2021 | TV조선 | 결혼작사 이혼작곡 2      | 서동마         | 16부작  |
| 2022 | TV조선 | 결혼작사 이혼작곡 3      | 서동마         | 16부작  |
| 2024 | tvN    | 플레이어 2 : 꾼들의 전쟁 | 제프리 정      | 12부작  |

## CF
- 2010년 상호저축은행중앙회 - 은행이 내 이야기를 하고 있다
- 2013년 LG전자 - 테헤란로 대리점 G2주세요

## 수상
- 2010년 제5회 쿨가이 선발대회 1위